# Vasile Deheleanu
Vasile Deheleanu (n. 12 august 1910, Timișoara – d. 30 aprilie 2003) a fost un fotbalist român, cel mai longeviv jucător din echipa Ripensiei, care a jucat în echipa națională de fotbal a României la Campionatul Mondial de Fotbal din 1934 (Italia). În România, Vasile Deheleanu este cunoscut pentru activitatea la echipa Ripensia Timișoara. A fost de profesie economist și a antrenat echipa de juniori a Ripensiei, cu care a luat un titlu în 1948. A mai antrenat-o în trei mandate și pe Politehnica Timișoara.

## Titluri
- Divizia A (4) : 1932-33, 1934-35, 1935-36, 1937-38
- Cupa României (1) : 1934